# Estanislao del Campo
Estanislao del Campo Maciel y Luna Brizuela (Buenos Aires, 7 de febrero de 1834 - Buenos Aires, 6 de noviembre de 1880) fue un militar, funcionario de gobierno  y escritor argentino. En defensa del Estado de Buenos Aires tuvo destacada actuación en las batallas de Cepeda y Pavón. Era hijo del teniente coronel Juan Estanislao del Campo, rango que él mismo alcanzaría.

## Biografía

### Origen familiar
Estanislao del Campo Brizuela nació el 7 de febrero de 1834 en la ciudad de Buenos Aires, capital de la entonces Confederación Argentina.
Descendía de una familia de hidalgos coloniales y de unitarios, siendo el primogénito del teniente coronel Juan Estanislao del Campo y Maciel Lacoizqueta (Buenos Aires, 1795 - Buenos Aires, 1861) —pariente del virrey-marqués Nicolás del Campo y descendiente de los Van de Velde flamencos, de los Rodríguez de las Varillas de Salamanca sevillanos y del maestre de campo general Manuel Maciel y Cabral de Alpoin— y de Gregoria Luna Brizuela (Santiago del Estero, ca. 1810 - Buenos Aires, 1858), hija de Francisco Javier de Luna y de Josefa de Brizuela.

### Juventud y estudios académicos
En 1840 su padre —el teniente coronel Del Campo— emigró a Montevideo para unirse al ejército del general Juan Lavalle, dejando a sus dos hijos de seis y cuatro años de edad con su esposa Gregoria Luna Brizuela, pero al ocurrir el fallecimiento de dicho general, tras la derrota en Jujuy en 1841, formó parte de la comitiva que trasladó sus restos hasta la ciudad boliviana de Potosí, refugiándose luego en Chile. 
Estanislao del Campo hasta 1849, año del retorno de su padre a Buenos Aires luego de su autoexilio, hizo sus estudios en la Academia Porteña Federal de la calle Florida, dirigida por Florentino García, y en 1850 fue empleado como dependiente de comercio, trabajando de esta manera en las tiendas de Manuel Albornoz y de Mariano Brantes, y luego en la barraca de Balcarce. En estos empleos tuvo la oportunidad de tratar con gente de campo, especialmente con aquellos despectivamente llamados «orilleros»  que se iban ubicando en los suburbios de la ciudad, y fue cuando se empezó a familiarizar con las formas de hablar en la campaña bonaerense.

### Primer empleo e inicios en la vida militar
Cuando el 11 de septiembre de 1852 estalló en la ciudad de Buenos Aires una revolución, consecuente a una reacción de la provincia de Buenos Aires contra las condiciones políticas impuestas por el director Provisorio de la Confederación, Justo José de Urquiza, después de triunfar en la batalla de Caseros sobre Juan Manuel de Rosas y quien se terminó exiliando en el Reino Unido, fue que provocó de esta manera la separación del Estado de Buenos Aires con respecto del resto de la Confederación Argentina (hasta el 17 de septiembre de 1861).
Luego de la separación del Estado de Buenos Aires, Estanislao dejó de trabajar en el sector de comercio para pasar a integrar el primer regimiento de Guardias Nacionales, destacado en San Nicolás de los Arroyos por el gobierno bonaerense de Manuel Guillermo Pinto, para apoyar al general José María Paz. También aquí fue que hizo gran amistad con Ricardo Lavalle —quien se convertiría en su cuñado en el futuro, por el matrimonio con su hermana— y con Adolfo Alsina, a quien admiraba profundamente.
El 1 de diciembre de 1852, el entonces coronel Hilario Lagos que desde la revolución antedicha pasó a ser jefe de la «División Centro» cuya sede era Luján, inició un levantamiento contra el gobierno porteño con casi todas las fuerzas de campaña. Atacó a los pocos días la capital, pero fue rechazado por la reacción de Bartolomé Mitre, y fue aquí que Estanislao del Campo, a la temprana edad de 18 años, empezó a iniciarse en las armas, defendiendo a su ciudad del sitio impuesto por el citado coronel y batiéndose con él en el cantón «Patria o Muerte» de la quinta de Anchorena (en las actuales calles Juncal y Esmeralda, del barrio de Retiro). Aquel llegó a controlar varios barrios porteños, siendo enviado y apoyado por la campaña bonaerense opositora y el resto de la confederación, dirigida por Urquiza.
Para evitar que la deserción y la corrupción se extendieran a las fuerzas venidas de Entre Ríos, el 13 de julio de 1853, Urquiza abandonó el sitio de Buenos Aires, seguido del propio general Hilario Lagos —ascendido desde principios de 1853— y parte de sus tropas, embarcándose hacia Paraná.
Desde entonces, el Estado de Buenos Aires —que sancionaría una constitución en 1854— se mantuvo separado del resto del país. Sus dirigentes oscilaron entre oficializar la independencia nacional del Estado y la pretensión de que ellos representaban a toda la Nación.

### Publicaciones literarias y cargos burocráticos
Hacia 1856, Estanislao publicaba versos románticos en las revistas El Recuerdo y en El Estímulo, y frecuentaba el club del Progreso y el café de los Catalanes, en las calles Cangallo y San Martín, el cual competía con el vecino café de Marco.
En 1857, debido a la confiscación rosista de la fortuna familiar, tuvo que descartar la alternativa de estudiar abogacía, ya que en esa época era muy costoso ingresar a la universidad. En el mismo año trabajó por un mes como auxiliar de archivo en la Aduana, y en el mes de agosto comenzó a editar los primeros versos en el diario Los Debates, fundado por Bartolomé Mitre, caracterizándose por su expresión gauchesca, además de haber colaborado también en el diario El Nacional. El 10 de agosto, el periodista gaucho publicó unas décimas que describen el segundo ensayo del "Ferrocarril del Oeste, en la Plaza del Parque". El 11 de agosto asistió al viejo Teatro Colón, ubicado en las calles Reconquista y 25 de Mayo de la ciudad de Buenos Aires, para presenciar el debut de Safo (de Giovanni Pacini). Allí imaginó por primera vez a su alter ego, el gaucho «Anastasio el Pollo», e ideó la acción por la cual el gaucho, no habiendo presenciado jamás una representación teatral, confunde ficción con realidad y comienza a desvestirse para salvar la vida de una de las artistas, que aparenta estar ahogándose, y solo la oportuna caída del telón salva a la cantante de su salvataje. El 14 de agosto, este episodio fue publicado en el diario citado, con el título: Carta de Anastasio el Pollo sobre el Beneficio de la Sra. La Grúa, siendo una simpática narración del suceso en verso gauchesco, y convirtiéndose en un rotundo éxito.
En 1858 el poeta participó del Ateneo Literario organizado por la revista El Estímulo y fue designado secretario privado del gobernador Valentín Alsina. El día 3 de junio del mismo año fue iniciado en la logia Lealtad Nº 6, en cuyo seno era de entablar interesantes debates y posturas contrapuestas con Hilario Ascasubi, apodado «Aniceto el Gallo», quien fuera otro de sus miembros.

### Combinación de la vida literaria con la militar
Sin abandonar la poesía que a menudo fue circunstancial, alternó la carrera administrativa con la militar y el 31 de mayo de 1859 recibió su despacho de teniente del regimiento 4 de Guardias Nacionales. De esta manera, el 22 de octubre del mismo año combatió en la batalla de Cepeda, siendo parte de los derrotados porteños comandados por Mitre, y además en la victoriosa Pavón defendiendo los intereses de Buenos Aires, en la que alcanzó el grado de capitán. Como consecuencia de esta batalla, el 17 de septiembre de 1861, se reunificó la Nación Argentina.
En 1863 fue designado secretario de la Cámara de Diputados de la Provincia de Buenos Aires.

### ElFausto
Estanislao Del Campo asistió al estreno de la ópera Fausto, de Charles Gounod, con libreto de Michel Carré y Jules Barbier, en el Teatro Colón, el 24 de agosto de 1866. Dicho estreno había recibido mucha atención de la gente: se publicaron resúmenes en los periódicos y se hicieron traducciones del libreto. Del Campo utiliza esta ópera como referente para un poema que es su obra más conocida y recordada: Fausto, Impresiones del gaucho Anastasio el Pollo en la representación de la Ópera, popularmente llamada El Fausto de Estanislao del Campo o El Fausto criollo.

### Incursiones en la política
El 25 de mayo de 1867, el poeta renunció a la secretaría de la Cámara, por haber sido elegido diputado nacional por los partidarios de Adolfo Alsina de la provincia de Buenos Aires,
prestando juramento el 31 de mayo del mismo año, y luego fue designado miembro de la Comisión Militar. En diciembre renunció a la banca legislativa, para poder fundar el periódico liberal Porvenir Argentino. En 1868 apoyó la fórmula Domingo Faustino Sarmiento-Adolfo Alsina, que salió victoriosa. En el mismo año dejó de publicar su periódico.
Previamente a que Alsina asumiera su vicepresidencia, le había designado oficial mayor del Ministerio de Gobierno de la Provincia, cargo que ocupó hasta 1879. Mientras tanto, aunque ocupado por trabajos burocráticos, no dejó jamás de narrar y en 1870 publicó la primera edición de sus poesías: Composiciones varias, Composiciones festivas y Acentos de mi guitarra.

### Último cargo burocrático y fallecimiento
En 1873 apoyó la candidatura a la presidencia de la Nación de su amigo Alsina y en 1874, Mariano Acosta, quien fuera gobernador de Buenos Aires de ese entonces, firmó su nombramiento de teniente coronel, y sería puesto al frente del primer Batallón del 4º Regimiento de Guardias Nacionales. En esta época fue que surgió la famosa estrofa que dirigió al jefe del Estado Mayor, en referencia a la dieta del personal militar:

Señor coronel Gorordo:
permítame que le diga
que me bala la barriga
de comer carnero gordo.
E. del Campo

Adoptaría el seudónimo de «Anastasio el Pollo» en homenaje a Hilario Ascasubi, que usaba el mote de «Aniceto el Gallo».
Estanislao del Campo fallecería joven, a los 46 años, en Buenos Aires, el 6 de noviembre de 1880, el mismo año en que se le había otorgado la jubilación con sueldo íntegro, que poco pudo gozar. En su entierro en el Cementerio de la Recoleta, donde aún reposan sus restos, tomaron la palabra José Hernández y Carlos Guido y Spano. Manuel Mujica Lainez escribió su biografía, titulada Vida de Anastasio el Pollo (1948).

## Matrimonio y descendencia
Se uniría en matrimonio en el año 1864 con Carolina Micaela Lavalle Darregueyra (n. Buenos Aires, 1832 - m. 1889) —sobrina del general Juan Lavalle—, quien fuera hija de Francisco Lavalle González Bordallo (Santiago de Chile, 1801 - Buenos Aires, 1836) y de Juana Micaela Darregueyra Luca (n. Buenos Aires, 1805).
Estanislao y Carolina tuvieron por lo menos tres hijos documentados:
- María Florencia del Campo Lavalle (n. Buenos Aires, 24 de mayo de 1865), bautizada en la iglesia de San Nicolás de Bari el día 31 de octubre del año de nacimiento, que se enlazaría con Alberto Ponsatin.
- Marcelino Estanislao del Campo Lavalle[8][6] (Buenos Aires, 2 de junio de 1867 - ib., 18 de octubre de 1923), bautizado el 19 de noviembre de 1870 en la iglesia de San Nicolás, el cual se habría enlazado el 4 de noviembre de 1911 con Julia Nogueira Coulin (m. Buenos Aires, 23 de septiembre de 1955).
- Carmen Carolina del Campo Lavalle (n. Buenos Aires, 5 de diciembre de 1871), bautizada el 2 de junio de 1872 en la iglesia del Socorro, la cual se uniría en matrimonio con el doctor Nicanor Zenón Carlos de Elía y Foster (n. ib., 1864), con quien se avecindaría en la ciudad de Rosario, y con el que concibió por lo menos a Carolina de Elía Foster del Campo, que más tarde se casaría con Manuel Gigena y Vergara (n. Rosario, 2 de octubre de 1883) y con quien tuviera tres hijas, entre ellas a Isabel de Elía Foster y del Campo, que se enlazaría con el doctor Mario Eugenio Casas Echesortu (Rosario, 6 de septiembre de 1888 - ib., 21 de septiembre de 1925), quien fuera presidente del Jockey Club y del Club Social, y que serían padres de dos hijos.[9]

## Obra
- Los debates de Mitre (1857)
- Carta de Anastasio el Pollo sobre el beneficio de la Sra. La Grúa (1857, que describe una función de dicha soprano en el Colón y anticipa el Fausto)
- Fausto, Impresiones del gaucho Anastasio el Pollo en la representación de esta Ópera (1866)
- Poesías (1870, con prólogo de José Mármol)

## Juvenilia(de Miguel Cané)
El literato Estanislao del Campo —al igual que su primo, el abogado militar Miguel Francisco de Villegas, el médico naval Federico R. Cuñado y el ítalo-genovés garibaldino y militar argentino Juan Lamberti— fue nombrado en la obra literaria Juvenilia, de Miguel Cané, escrita en 1884:
- Párrafo de la página 51 del capítulo XXIII:[10]

«[...] Por lo demás, forzoso me es declarar que aquella clase de literatura tuvo efectos funestos sobre nosotros. Fundamos diarios manuscritos, cuya "impresión" nos tomaba noches enteras, en los que yo escribía artículos literarios, donde yo hablaba del "festín de las brizas y los céfiros en el palacio de las selvas", y en los que Lamarque, F. Cuñado, E. del Campo y otros, publicaban versos. Esos diarios hicieron allí el mismo efecto que en los pueblos de campaña: turbaron la armonía y la paz, agitaron y agriaron los ánimos, y más de un ojo debió el oscuro ribete con que apareció adornado a las políticas vehementes sostenidas por la prensa. Por mi parte tuve un duelo feroz. Ignoro hoy si mi adversario sufrió, pero sí recuerdo que, aunque el honor quedó en salvo, salí de la arena mal acontecido, sin ver claro, con una variante en la forma nasal y un dedo de la mano derecha fuera de la posición normal. Un joven romano habría jurado no ocuparse más de prensa en su vida; pero las preocupaciones se van y los instintos quedan. ¡Oh! ¡Qué himnos cantara hoy al periodismo si sólo golpes y magullones me hubiera costado! [...]»